# Cao nguyên Thanh Tạng

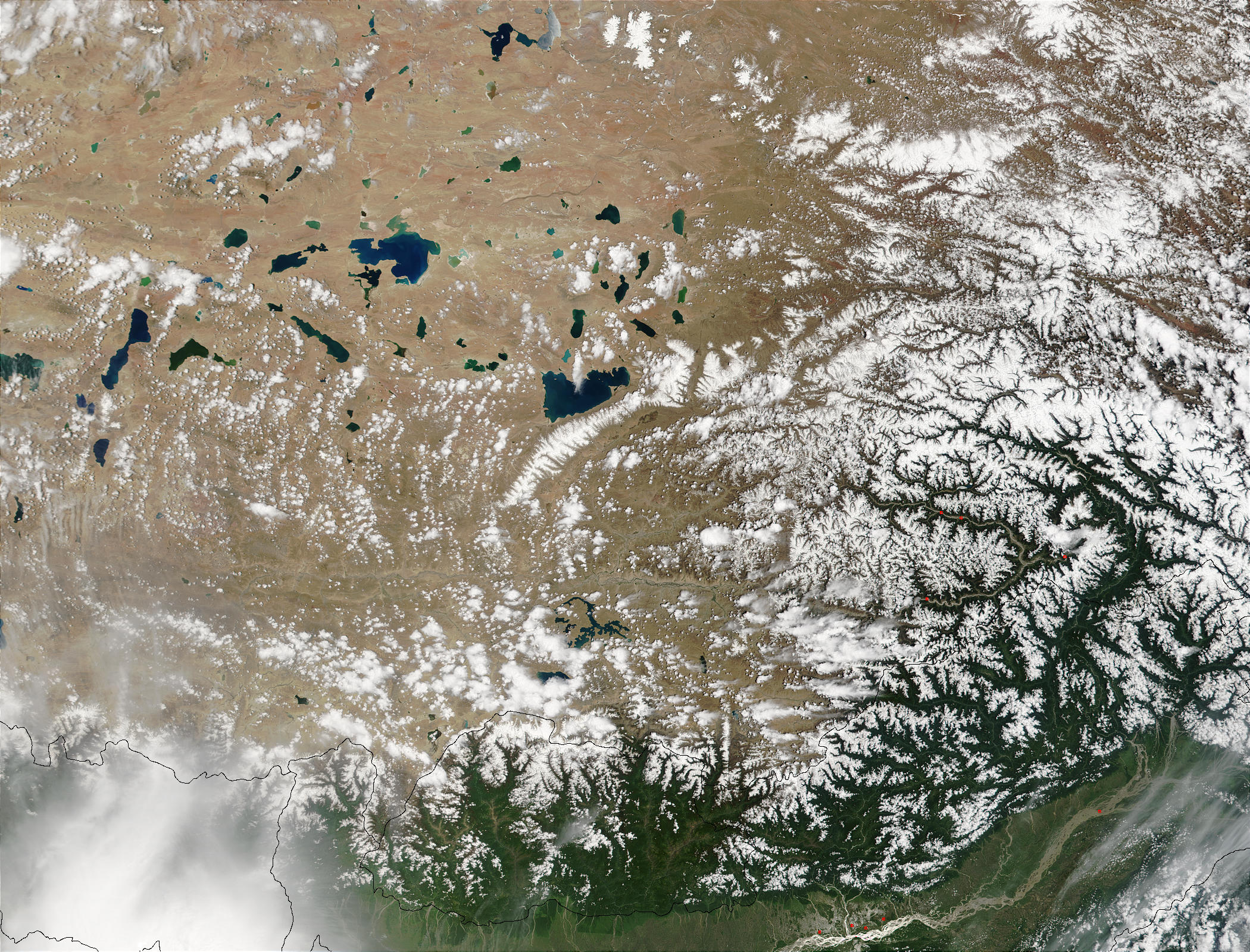
Hình vệ tinh NASA chụp phần phía nam cao nguyên Thanh Tạng

Cao nguyên Thanh Tạng (gọi tắt trong tiếng Trung Quốc của cao nguyên Thanh Hải-Tây Tạng) hay cao nguyên Tây Tạng (25~40 độ vĩ bắc, 74-104 độ kinh đông) là một vùng đất rộng lớn và cao nhất thế giới, với độ cao trung bình trên 4.500 mét so với mực nước biển, bao phủ phần lớn khu tự trị Tây Tạng và tỉnh Thanh Hải của Trung Quốc cũng như Ladakh tại Kashmir của Ấn Độ. Nó chiếm một khu vực với bề rộng và dài vào khoảng 1.000 và 2.500 cây số. Được mệnh danh là "mái nhà của thế giới", với diện tích khoảng 2,5 triệu km² (khoảng 4 lần lớn hơn diện tích bang Texas hay nước Pháp), nó có những rặng núi cao nhất Trái Đất, như dãy Himalaya với đỉnh Everest là đỉnh cao nhất thế giới. Cao nguyên này hình thành từ sự va chạm của các mảng kiến tạo Ấn-Úc và Á-Âu vào thời kỳ thuộc đại Tân sinh, cách đây khoảng 55 triệu năm, và quá trình này hiện vẫn còn tiếp diễn.
Phay nghịch của cao nguyên này được xem là có ảnh hưởng đáng kể đến sự thay đổi khí hậu, cũng như đến gió mùa châu Á.
Khu vực dãy núi Khả Khả Tây Lý là khu vực gần như không có dân cư, nằm ở phần tây bắc của cao nguyên này.

## Địa lý

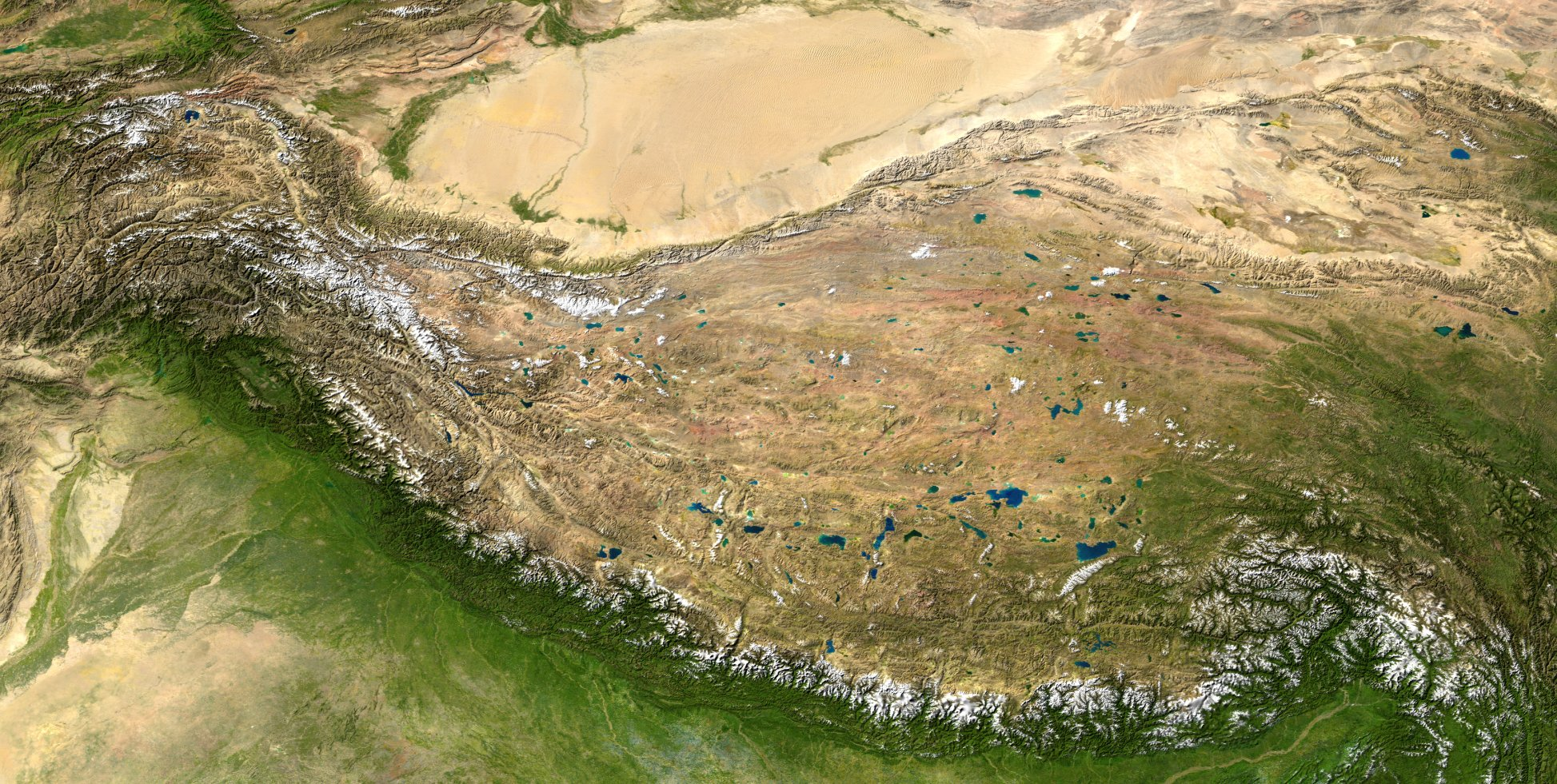
Cao nguyên Tây Tạng nằm giữa dãy Himalaya ở phía nam và sa mạc Taklamakan ở phía bắc. (Ảnh tổng hợp)

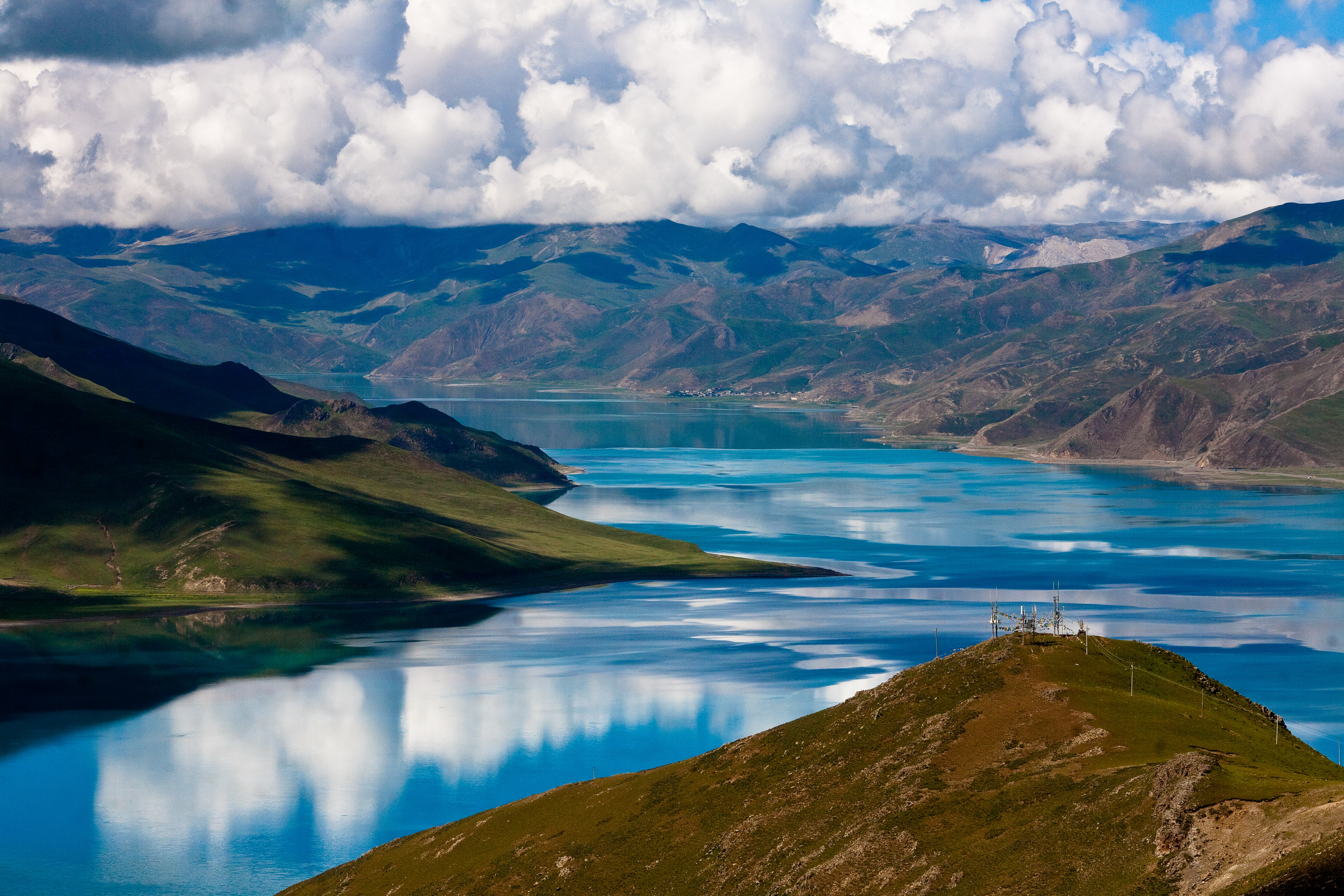
Hồ Yamdrok là một trong ba hồ thiêng lớn nhất ở Tây Tạng.

### Dãy núi
- Côn Lôn
- Himalaya

### Sông
Một số con sông dài nhất thế giới bắt nguồn từ cao nguyên Thanh Tạng:
- Dương Tử (hay Trường Giang)
- Hoàng Hà
- Sông Ấn
- Sông Hằng
- Brahmaputra
- Mê Kông
- Ayeyarwady

Các con sông này mang 25% trữ lượng đất thế giới.

### Hồ
Các hồ:
- Hồ Thanh Hải
- Nam Co
- Dagze Co
- Hồ Yamzho Yumco
- Hồ Puma Yumco
- Hồ Paiku